# 皮蒂圆雕
皮蒂圆雕是米开朗基罗的一件圆形大理石浮雕，创作于 1503-1504 年，现藏于佛罗伦萨的巴杰罗美术馆。 
圆雕创作于雕刻大卫像的同一年，是由巴托洛梅奥·皮蒂订制。
1823 年，佛罗伦萨当局以200意大利斯库多的价格买下了圆雕，放置在乌菲兹美术馆，1873 年移至巴杰罗美术馆。
圆雕中，圣母膝盖上放着一本打开的书，望着远方，仿佛在冥思经书上儿子的命运。圣婴耶稣靠在她身上，在背景中可以看到年轻的洗者若翰。